# Centrum Szkolenia Łączności i Informatyki
Centrum Szkolenia Łączności i Informatyki im. gen. bryg. Heliodora Cepy (CSŁiI) w Zegrzu – jednostka szkolnictwa Sił Zbrojnych Rzeczypospolitej Polskiej.

## Formowanie i zadania szkoleniowe
Centrum powstało na bazie rozformowanej Wyższej Szkoły Oficerskiej Wojsk Łączności  22 września 1997. W szkole znajduje się także Muzeum Wojsk Łączności. CSŁiI obchodzi swoje święto 13 września na pamiątkę powstania Obozu Wyszkolenia Oficerów Wojsk Łączności w 1919. 
Głównym zadaniem Centrum jest szkolenie kadr łączności na potrzeby Sił Zbrojnych RP, a zwłaszcza: 
- żołnierzy zawodowych i pracowników wojska na kursach specjalistycznych (w tym na potrzeby kontyngentów zagranicznych)
- szeregowych zawodowych (szkolenie wyrównawcze)
- słuchaczy Szkoły Podoficerskiej Wojsk Lądowych w Poznaniu (udział w szkoleniu)
- słuchaczy Szkoły Podoficerskiej SONDA w Zegrzu (udział w szkoleniu)
- słuchaczy Studium Oficerskiego Akademii Wojsk Lądowych we Wrocławiu (udział w szkoleniu)
- studentów Wydziału Elektroniki i Wydziału Cybernetyki Wojskowej Akademii Technicznej w Warszawie (praktyka specjalistyczna).

## Struktura organizacyjna
- komenda
- ośrodek szkolenia podstawowego
- ośrodek szkolenia specjalistycznego
- wydział dydaktyczny
  - cykl bezpieczeństwa systemów łączności i informatyki
  - cykl informatyki
  - cykl łączności
  - cykl taktyki i szkolenia ogólnowojskowego
  - cykl telekomunikacji
  - cykl wychowania fizycznego i sportu
  - lektorat języków obcych
- wydział personalny
  - sekcja GBiM
  - sekcja personalna
- sekcja bezpieczeństwa i higieny pracy
- sekcja logistyki
- sekcja metodyki nauczania
- sekcja służby zdrowia
- sekcja wychowawcza
- batalion zabezpieczenia
  - kompania logistyczna
  - kompania radiowa
  - kompania transmisji i komutacji
- wojskowa straż pożarna

## Komendanci
- płk dypl. Jerzy Ceglarek (1997–2000)
- płk dypl. Jerzy Stwora (2000 – 16 lipca 2007)
- płk dypl. Marek Stolarz (16 lipca 2007 – 10 lipca 2012)
- płk dr Ireneusz Fura (10 lipca 2012 – 30 czerwca 2020)
- płk dypl. Robert Kasperczuk (od 30 czerwca 2020 do 3 lipca 2022 r.[2])
- płk Paweł Nowotnik (od 4 lipca 2022 r.)